# Elkin (Carolina del Nord)
Elkin è un comune degli Stati Uniti d'America, situato in Carolina del Nord, diviso tra la contea di Surry e la contea di Wilkes.